# Starhaus娛樂
Starhaus Entertainment（韓語：스타하우스 엔터테인먼트）是韓國的綜合經紀公司。公司名稱「Starhaus」是由英文「star」與德文「haus（house）」結合而成，即「明星之家」，期盼公司內的藝人與工作人員，都像一家人一樣共同奮鬥的公司。

## 歷史
2005年創立之初，仍為一般公司，2006年始改為法人經紀公司。草創初期，經營相當困難，旗下僅有兩位藝人，其中一位即李敏鎬。李敏鎬為Starhaus代表藝人，從《花樣男子》到《城市獵人》，使公司逐漸步上軌道，直到2013年，公司約有5位藝人。在《繼承者們》之後，2014年公司開始快速成長，積極向海外市場發展，逐漸擴大事業版圖，並發展為綜合型經紀公司，陸續加入多位新人演員，包括安孝燮、郭時暘、宋元錫、權度均等人。

## 旗下演員
- 宋元錫
- 河律莉
- 李荷音
- 金明民（2025年—）[1]

## 過往藝人
- 李敏鎬
- 郭時暘
- 鄭成雲
- 李大衛
- 崔恩書
- 景收真
- 朴帥眉
- 柳慧仁
- 權度均
- 韓周完
- 申東美
- 金宥美
- 安孝燮
- 李泰利
- 洪瑜浚（朝鲜语：유준 (배우)）
- 宋秀賢（朝鲜语：송수현）
- 韓圭元
- 101／One O One（企劃男團，由郭時暘、權度均、宋元錫、安孝燮等4人組成）

## 外部連結
- 官方網站（页面存档备份，存于）
- 官方vlive（页面存档备份，存于）
- 官方Twitter（页面存档备份，存于）
- 官方Facebook（页面存档备份，存于）
- Starhaus娛樂-BLOG